# (6356) Tairov
(6356) Tairov (1976 QR) – planetoida z pasa głównego asteroid okrążająca Słońce w ciągu 4,24 lat w średniej odległości 2,62 j.a. Odkryta 26 sierpnia 1976 roku.